# Éléonore Thuillier
Pour les articles homonymes, voir Thuillier.
 (octobre 2016).
Si vous disposez d'ouvrages ou d'articles de référence ou si vous connaissez des sites web de qualité traitant du thème abordé ici, merci de compléter l'article en donnant les références utiles à sa vérifiabilité et en les liant à la section « Notes et références ».
Eléonore Thuillier, née en 1979 à Ganges (Hérault), est une illustratrice française de livres pour enfants.

## Biographie
Après avoir obtenu un bac littéraire, Eléonore Thuillier suit des études d'arts appliqués à Nîmes.
Styliste à l'origine, elle travaille au crayon, à la peinture et intervient numériquement sur ses images ensuite.

## Publications
Albums jeunesses
- Le gentil p'tit lapin, texte de Michaël Escoffier, éditions Kaléidoscope, 2009  (ISBN 978-2-211208925).
- Le loup qui voulait changer de couleur, texte de Orianne Lallemand, éditions Auzou, 2009  (ISBN 978-2-733811832).
- La boîte au trésor, texte de Michaël Escoffier, éditions Kaléidoscope, 2009  (ISBN 978-2-877676410).
- La princesse Rosebonbon, texte de Magdalena Guirao-Jullien, éditions Kaléidoscope, 2010  (ISBN 978-2-877676625).
- Le loup qui s'aimait beaucoup trop, texte de Orianne Lallemand, éditions Auzou, 2010  (ISBN 978-2-733813690).
- Drôles de disparition, texte de Catherine Lafaye-Latteux, éditions Mic Mac, 2010  (ISBN 978-2-733813690).
- Le grand lapin blanc, texte de Michaël Escoffier, éditions Kaléidoscope, 2010  (ISBN 978-2-877676793).
- Une histoire toute bête, illustrations de Clotilde Goubely, éditions Frimousse, 2011  (ISBN 978-2-352411000).
- La jungle en haleine, texte de Armelle Renoult, éditions Les Ptits Bérets, 2011  (ISBN 978-2-918194071).
- Super loup, Volume 1, texte de Jean Leroy, éditions Frimousse, 2011  (ISBN 978-2-352410904).
- Apprends à t'habiller avec P'tit Loup, éditions Auzou éveil, 2011  (ISBN 978-2-733815670).
- Super loup et les trois petits cochons, texte de Jean Leroy, éditions Frimousse, 2011  (ISBN 978-2-352411789).
- Le loup qui cherchait une amoureuse, texte d’Orianne Lallemand, éditions Auzou, 2011 (ISBN 978-2-733822999).
- La danse des canards, chanté par J. J. Lionel, éditions Casterman, 2012  (ISBN 978-2-203038721).
- Gros gris, illustrations de Prisca Le Tandé, éditions Les Ptits Bérets, 2012  (ISBN 978-2-918194187).
- Le loup qui ne voulait plus marcher, texte d’Orianne Lallemand, éditions Auzou, 2012  (ISBN 978-2-733819029).
- Jour de piscine, texte de Christine Naumann Villemin, éditions Kaléidoscope, 2012  (ISBN 978-2-877677585).
- Adam est fort, texte de Sophie Lescaut, éditions Kaléidoscope, 2013  (ISBN 978-2-877677691).
- Les énigmes de Loup , avec Orianne Lallemand , Auzou éditions ,2020,  (ISBN 9782733878453)
- P'tit Loup: Mes comptines pour bien grandir, texte d'Oriane Lallemand, 2022  (ISBN 9782733891742)
- P'tit Loup se déguise, texte d'Orianne Lallemand, 2022  (ISBN 9791039514484)
- Cherche et trouve Loup : Autour du monde, avec Orianne Lallemand , Auzou , 2022  (ISBN 9782898243462)
- P'tit Loup : Mon premier imagier à toucher, avec Orianne Lallemand, Auzou éditions , 2023 ,  (ISBN 9791039523684)
- P'tit Loup fait des bêtises, texte d'Orianne Lallemand, Auzou éditions, 2023  (ISBN 9791039521321)
- P'tit Loup : Je suis tout propre, texte d'Orianne Lallemand , Auzou éditions ,2023  (ISBN 9791039522519)
- Le Loup qui explorait Paris en musique, avec Orianne Lallemand , Auzou éditions , 2023  (ISBN 9791039514491)
- À la maison, avec Orianne Lallemand , Auzou éditions , 2023  (ISBN 9791039515252)
- La musique classique avec P'tit Loup, avec Orianne Lallemand , Auzou éditions , 2023  (ISBN 9791039521093)
- Mon cahier d'autocollants P'tit Loup : Les animaux, avec Orianne Lallemand , Auzou éditions , 2023  (ISBN 9791039526401)
- L'incroyable cherche et trouve Loup, avec Orianne Lallemand , Auzou éditions , 2023 , 34p.  (ISBN 9791039526081)
- P'tit Loup fait du vélo, avec Orianne Lallemand, Auzou éditions , 2023 , 20p.  (ISBN 9791039506090)

Album pédagogique
- Le renard, la tortue et l'escargot, texte de François Bertram, éditions Retz, 2011  (ISBN 978-2-725630120).

## Récompenses
- Prix petite enfance du Salon du livre de Gaillac 2012 pour Une histoire toute bête (Éditions Frimousse) avec Clotilde Goubely.
- Prix Landerneau album jeunesse 2015 pour Un drôle de visiteur (Éditions Frimousse) avec Clotilde Goubely.
- Prix Paille en Queue 2016 album jeunesse Catégorie CP CE1 CE2 pour Un drôle de visiteur (Éditions Frimousse) avec Clotilde Goubely.
- Prix des Premières lectures 2013 pour Le loup qui cherchait une amoureuse (Editions AUZOU)